# Курт Ян
Курт Ян (нім. Kurt Jahn; нар. 16 лютого 1892, Шмалькальден — пом. 7 листопада 1966, Кобург) — німецький воєначальник часів Третього Рейху, генерал артилерії (1944) вермахту. Учасник Першої та Другої світових війн.

## Біографія
Військова кар'єра
- 8 березня 1910 — фанен-юнкер
- 11 серпня 1910 — фанен-юнкер-унтерофіцер
- 16 листопада 1910 — фенрих
- 18 серпня 1911 — лейтенант
- 18 серпня 1915 — обер-лейтенант
- 18 серпня 1918 — гауптман
- 1 листопада 1930 — майор
- 1 травня 1933 — оберст-лейтенант
- 1 травня 1935 — оберст
- 1 січня 1939 — генерал-майор
- 1 листопада 1940 — генерал-лейтенант
- 1 жовтня 1944 — генерал артилерії

Курт Ян народився 16 лютого 1892 року в місті Шмалькальден. 8 березня 1910 року поступив на військову службу до 30-го (2-го Баденського) полку польової артилерії, відвідував військову школу в Меці. 18 серпня 1911 року отримав первинне військове звання лейтенант. Брав участь у бойових діях на Західному фронті в часи Першої світової війни. У міжвоєнний час командував артилерійськими підрозділами, частинами та з'єднаннями.
У часи Другої світової війни командир низки піхотних, моторизованих та танкових дивізій. 1 травня 1945 року завершив участь у війні, командуючи німецько-італійським корпусом «Ломбардія». Перебував у британському полоні, звідкіля звільнений 25 травня 1948 року.